# جيف فورت
جيف فورت (بالإنجليزية: Jeff Fort) هو مهرب مخدرات أمريكي، ولد في 20 فبراير 1947 في أبردين في الولايات المتحدة.